# Camblain-Châtelain
Camblain-Châtelain település Franciaországban, Pas-de-Calais megyében. Lakosainak száma 1766 fő (2022. január 1.). Camblain-Châtelain Cauchy-à-la-Tour, Marest, Ourton, Pernes, Bours, Calonne-Ricouart, Diéval, Divion és Floringhem községekkel határos.

## Népesség
A település népességének változása:
| Lakosok száma | 1782 | 1790 | 1764 | 1774 | 1779 | 1774 | 1770 | 1766 |
|               | 2013 | 2015 | 2017 | 2018 | 2019 | 2020 | 2021 | 2022 |